# Merkelis Giedraitis
Merkelis Giedraitis (Ca. 1536 - Alsėdžiai, 6 april 1609) was een Litouws bisschop van Samogitië.

## Biografie
Merkelis Giedraitis werd geboren in de Litouwse adellijke familie van de Giedraičiai. Hij studeerde achtereenvolgens aan de Albertina-universiteit in Koningsbergen en de universiteiten van Wittenberg en Leipzig. In 1571 werd hij tot priester gewijd en ging hij deel uitmaken van het Kapittel van Vilnius. In 1574 overleed Jurgis Petkūnas, de bisschop van Samogitië. De Primaat van Polen, Jakub Uchański, trachtte een neef van hem op de post te benoemen, maar de bisschop van Vilnius, Walerian Protasewicz, protesteerde hiertegen en benoemde in zijn beurt Giedraitis op deze post. Na een vacatie van twee jaar werd hij op 16 januari 1576 tot bisschop gewijd.
In zijn rol als bisschop van Samogitië werkte hij hard om een einde te maken aan de administratieve misbruiken, het versterken van kerken en scholen en het aantal priesters te vergroten. Zo sponsorde hij de opleiding van twaalf priesters aan het seminarie van Vilnius en richtte hij met behulp van de Jezuïeten het Kražiai College op. Ook nodigde hij de Franciscanen uit in zijn diocees om het eerste klooster van Samogitië in Kretinga te stichten. Giedraitis was ook een groot voorstander van de Litouwse taal en moedigde zijn priesters aan om in deze taal te preken. Daarnaast was hij beschermheer van Mikalojus Daukša, die een catechismus in het Litouws schreef, en de historicus Maciej Stryjkowski.
- Gemeinsame Normdatei: 1036696189
- International Standard Name Identifier: 0000 0000 5494 2977
- Library of Congress Control Number: n82037014
- Virtual International Authority File: 78828639
- WorldCat: E39PBJtmyYtcxFdGJ9QDPYV9jC